# Ручна торба
Ручна торба, ручна ташна или само ташна је врста мање торбе у којој се држе личне ствари. Најчешће се носи у случају напуштања куће на краће време и тада се у њој држе ствари које могу затребати. Неки од предмета који се могу најчешће наћи у женској ташни су мобилни телефон, новчаник, шминка, ствари за личну хигијену итд.
Ташна се може носити у руци или око рамена помоћу посебне траке.

## Историја
Ташне су некада мушкарци чешће носили, углавном за држање новца, а најстарије ташне потичу из времена 5000 година п. н. е. које се повезују са Ецијем. Од 19. века па све до данас ташна је неизоставан модни детаљ код већине жена и оне данас много више користе овај предмет од мушкараца. У 21. веку код мушкараца се појавио тренд ношења ташне око струка, познатија као педеруша.